# Lepanthes decussata
Lepanthes decussata är en orkidéart som beskrevs av Donald Dungan Dod och Carlyle August Luer. Lepanthes decussata ingår i släktet Lepanthes och familjen orkidéer.
Artens utbredningsområde är Haiti. Inga underarter finns listade i Catalogue of Life.